# Haugur
Haugur är ett berg i republiken Island. Det ligger i regionen Norðurland eystra, 300 km nordost om huvudstaden Reykjavík. Toppen på Haugur är 955 meter över havet, eller 169 meter över den omgivande terrängen. Bredden vid basen är 3,6 km.
Trakten runt Haugur är nära nog obefolkad, med mindre än två invånare per kvadratkilometer. Det finns inga samhällen i närheten. Trakten runt Haugur består i huvudsak av gräsmarker.